# Man Ray
Pour les articles homonymes, voir Ray.
Emmanuel Radnitsky (ou Rudzitsky), dit Man Ray, né le 27 août 1890 à Philadelphie (États-Unis) et mort le 18 novembre 1976 à Paris 6e, est un peintre, photographe et réalisateur américain naturalisé français.
Acteur du dadaïsme à New York, puis du surréalisme à Paris, Man Ray a perfectionné la technique du photogramme de Christian Schad et redécouvert, aux côtés de la photographe Lee Miller, le procédé dit de solarisation.

## Biographie

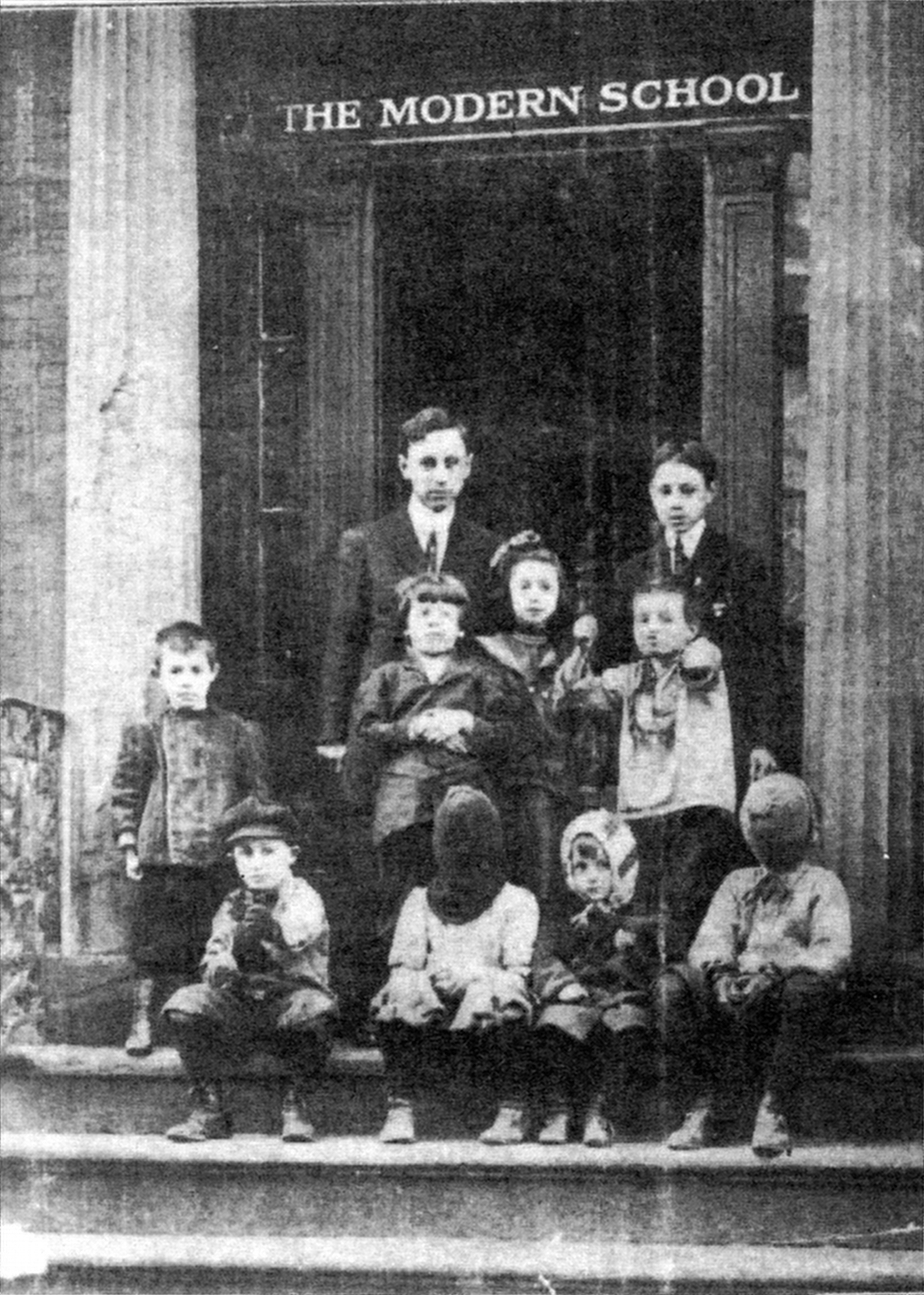
L'École Moderne de la ville de New York vers 1911-1912.

Emmanuel Radnitsky naît dans le sud de Philadelphie, en Pennsylvanie, le 27 août 1890. « Manny » est l'aîné d’une famille juive ashkénaze d’origine russe. Ses parents sont Melach « Max » Radnitzky, un tailleur, et Manya « Minnie » Radnitzky (née Lourie ou Luria), couturière. Il a un frère, Sam, et deux sœurs, Dorothy « Dora » et Essie (ou Elsie), la plus jeune née en 1897, peu de temps après leur installation dans le quartier de Williamsburg à Brooklyn, à New York. Il sera l'oncle de la photographe Naomi Savage (en).
Au début de 1912, la famille Radnitzky change son nom de famille en Ray, sous l’initiative du frère de Man Ray, qui a choisi le nom de famille en réaction à l'antisémitisme fréquent à l'époque. En même temps, Manny devient « Man ». Plus tard, il refusera même de reconnaître avoir eu un autre nom que celui de « Man Ray ».
Le père Radnitzky enrôle ses enfants pour l'aider dans son atelier.
Man Ray fréquente la Modern School du Ferrer Center qui fonctionne à Manhattan puis Harlem, selon les principes de l'éducateur libertaire catalan Francisco Ferrer. Cette formation anarchiste est déterminante puisqu'elle le libère très tôt du respect des valeurs établies, désacralise à ses yeux les techniques d'expression traditionnelles et l'encourage à ne suivre que sa propre nécessité individuelle dans toutes ses innovations.
Refusant toute hiérarchie entre la peinture et la photographie, il considère la caméra et le pinceau comme des instruments équivalents à ce qu'est la machine à écrire pour un écrivain.

### New York
Sa carrière commence à New York où il fréquente la Galerie 291 du photographe Alfred Stieglitz. Il travaille ensuite chez un graveur, dans la publicité et enfin comme dessinateur chez un éditeur de cartes.
Avec son ami proche Marcel Duchamp, ils forment la branche américaine du mouvement dada. Après quelques expériences artistiques infructueuses, notamment une publication sur le dada new-yorkais en 1920, Man Ray conclut que « Dada ne peut pas vivre à New York ».

### Paris
Le 14 juillet 1921, Man Ray débarque au Havre (Seine-Maritime), puis arrive à Paris, à la gare Saint-Lazare où Marcel Duchamp l'accueille chez lui, au 22, rue La Condamine.
Le soir même, il est présenté aux surréalistes Louis Aragon, André Breton, Paul Éluard et Gala Dali, Théodore Fraenkel, Jacques Rigaut et Philippe Soupault.

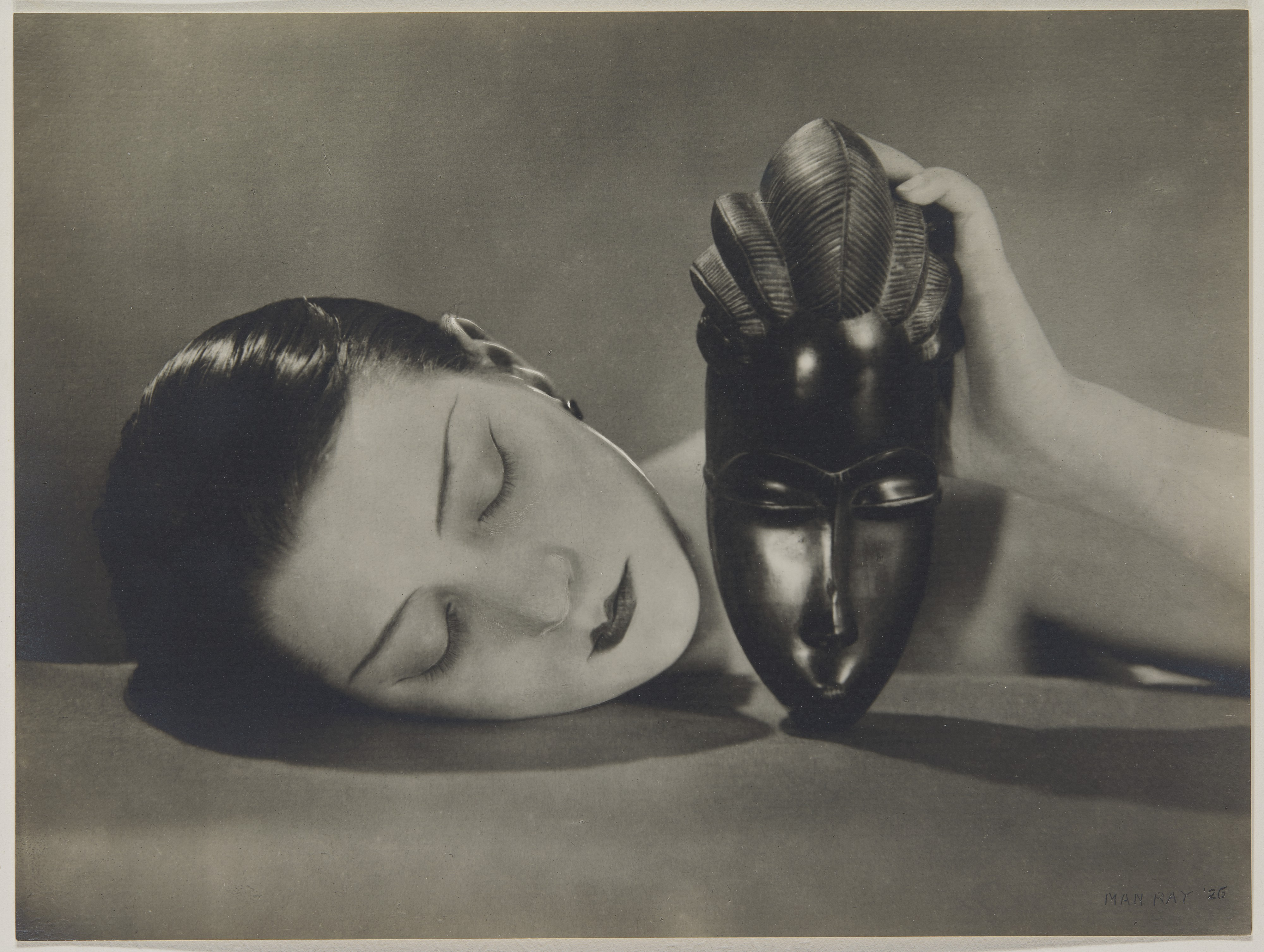
Noire et blanche par Man Ray, avec Kiki de Montparnasse comme modèle et un masque africain (1926)

Il s'installe dans le quartier du Montparnasse, rencontre et tombe amoureux de la chanteuse et modèle français Kiki de Montparnasse qui devient sa muse.
Il fréquente les bals des Beaumont ainsi que des cabarets, dont le Bœuf sur le toit et le Jockey.
Il rencontre également le couturier Paul Poiret. Il réalise de nombreuses photographies de mode qui sont publiées dans les magazines et contribuent à le faire connaître. À son grand regret, il n'aura jamais l'occasion de faire le portrait du couturier. Dans son livre de souvenirs, il confie qu'à la mort de Paul Poiret, il a envoyé à un journal une photographie du médecin personnel du couturier comme étant un portrait de Poiret et qu'elle a été publiée comme telle.
En 1922, ses portraits de peintres et d’écrivains publiés dans Vanity Fair remportent du succès. La même année, il ouvre un studio de photographie au 31 bis, rue Campagne-Première. L'argent lui a été prêté par l'agent de Marcel Duchamp, Pierre Roché, qu'il avait rencontré en novembre 1916 à New York. Avant guerre, Pierre Roché a fait travailler Hélène Perdriat pour Paul Poiret et est un intime de Marie Laurencin, l'amante de la sœur du couturier, Nicole Groult. En échange [réf. souhaitée], il y développe les photographies érotiques des uns et des autres, telle celle de Helen Hessel se déshabillant sur la plage.
Outre Vanity Fair, il collabore aux magazines Littérature, Vogue (éditions française, anglaise et américaine), ainsi qu'à La Revue surréaliste.
Avec Jean Arp, Max Ernst, André Masson, Joan Miró et Pablo Picasso, il présente ses œuvres à la première exposition surréaliste de la galerie Pierre à Paris en 1925.
Ami de Marie-Laure de Noailles et de Charles, vicomte de Noailles, il tourne en 1928 à Hyères à la Villa Noailles son troisième film Les Mystères du château de Dé.
En 1929, Man Ray commence à travailler avec Lee Miller qui, en plus d'être sa muse et son assistante, devient sa maîtresse. Jusqu'en 1932, ils entretiennent cette relation créative, développant ensemble le potentiel esthétique de la solarisation,.
En 1931, il réalise une œuvre à vocation publicitaire intitulée Électricité. Il s'agit d'un album composé d'un ensemble de photographies commandé par la Compagnie Parisienne d'Électricité. Cet ensemble de rayogrammes a pour objectif la promotion de l'électricité à usage domestique, en tant que symbole de la modernité.
À Montparnasse, durant vingt ans, Man Ray révolutionne l'art photographique. Les grands artistes de son temps posent sous son objectif, comme James Joyce, Gertrude Stein ou Jean Cocteau. Il contribue à valoriser l'œuvre d'Eugène Atget qu'il fait découvrir aux surréalistes et à son assistante Berenice Abbott. Avec le groupe surréaliste, il participe d'octobre à novembre 1933 au 6e Salon des surindépendants.

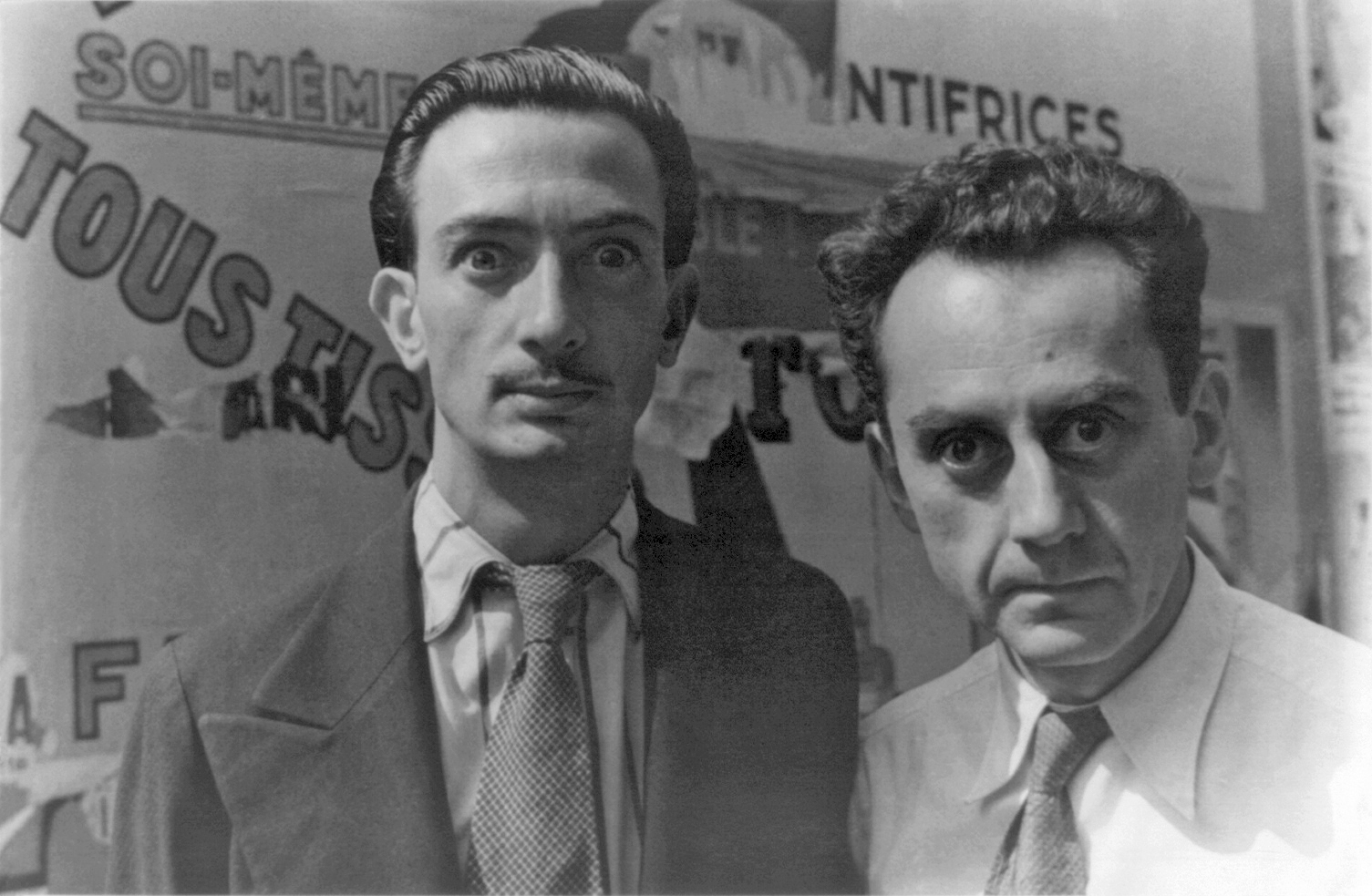
Salvador Dalí et Man Ray photographiés par Carl Van Vechten à Paris en 1934.

En 1934, Meret Oppenheim pose pour Man Ray ; cette série de photographies de nus devient l'une de ses séries les plus célèbres.
Fin 1934, au bal nègre de la rue Blomet, il fait la connaissance de la jeune guadeloupéenne Adrienne Fidelin,. Il a 46 ans et elle presque 20. Elle devient sa compagne, son modèle et sa muse. Inséparables, Man Ray l'introduit dans son cercle d'amis artistes et écrivains, adeptes du surréalisme, mouvement alors en vogue. Dans son autobiographie, Man Ray décrit le groupe constitué par Pablo Picasso, Dora Maar, Paul Éluard et Nusch Éluard, Max Ernst et Leonora Carrington, ainsi que Lee Miller et Roland Penrose, André Breton. C'est ainsi le début d'une histoire d'amour de cinq années étroitement mêlée à une vie artistique intense, au sein de la communauté surréaliste. Adrienne Fidelin prend alors le nom d'Ady Fidelin. C'est l'une des membres les plus fascinants de l’avant-garde internationale.

### Hollywood
En 1940, après la défaite de la France, et inquiété du fait de ses origines juives, Man Ray parvient à rejoindre Lisbonne et s'embarque pour les États-Unis en compagnie de Salvador et Gala Dalí ainsi que du cinéaste René Clair. Après quelques jours passés à New York, il gagne la côte ouest avec le projet de quitter le pays pour Tahiti où il resterait quelques années.
Arrivé à Hollywood, il reçoit des propositions d'exposition et rencontre dans un night-club sa deuxième femme, la danseuse et mannequin d'origine roumaine (en)Juliet Browner, avec laquelle il se marie en 1946, et décide de se remettre à peindre. Installé à Los Angeles, il peint notamment des sculptures mathématiques qu'il avait découvertes et photographiées à l'institut Henri Poincaré dans les années 1930, donnant à chacune d'elles le titre d'une œuvre de Shakespeare.

### Retour à Paris
En 1951, il revient à Paris et habite par la suite à l'hôtel Istria, au 31 bis, rue Campagne-Première. Cette même année, il expérimente la photographie en couleur dans son atelier du 2 bis rue Férou,.
Il devient satrape du Collège de 'Pataphysique en 1963, année où il publie son autobiographie Self-Portrait.
Il meurt à Paris le 18 novembre 1976 et est inhumé au cimetière du Montparnasse (7e division). Sa tombe porte l'épitaphe : « Unconcerned, but not indifferent » (« Détaché, mais pas indifférent »).

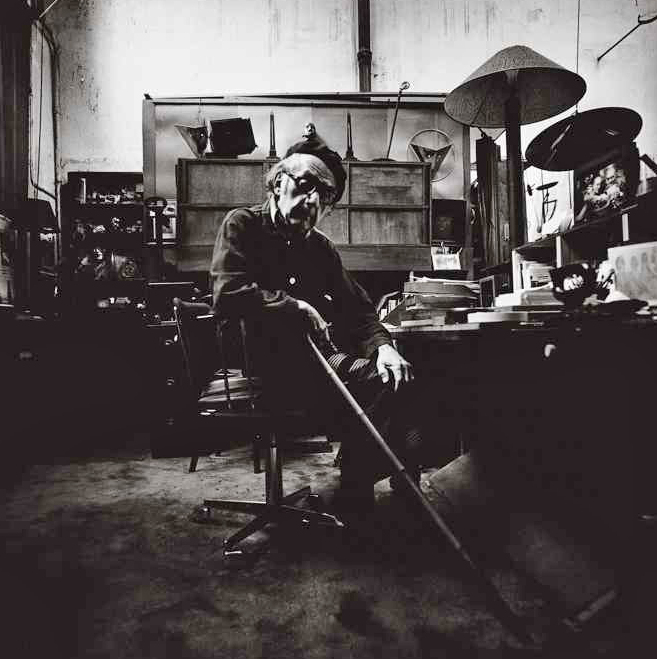
Man Ray photographié par Lothar Wolleh à Paris en 1975.
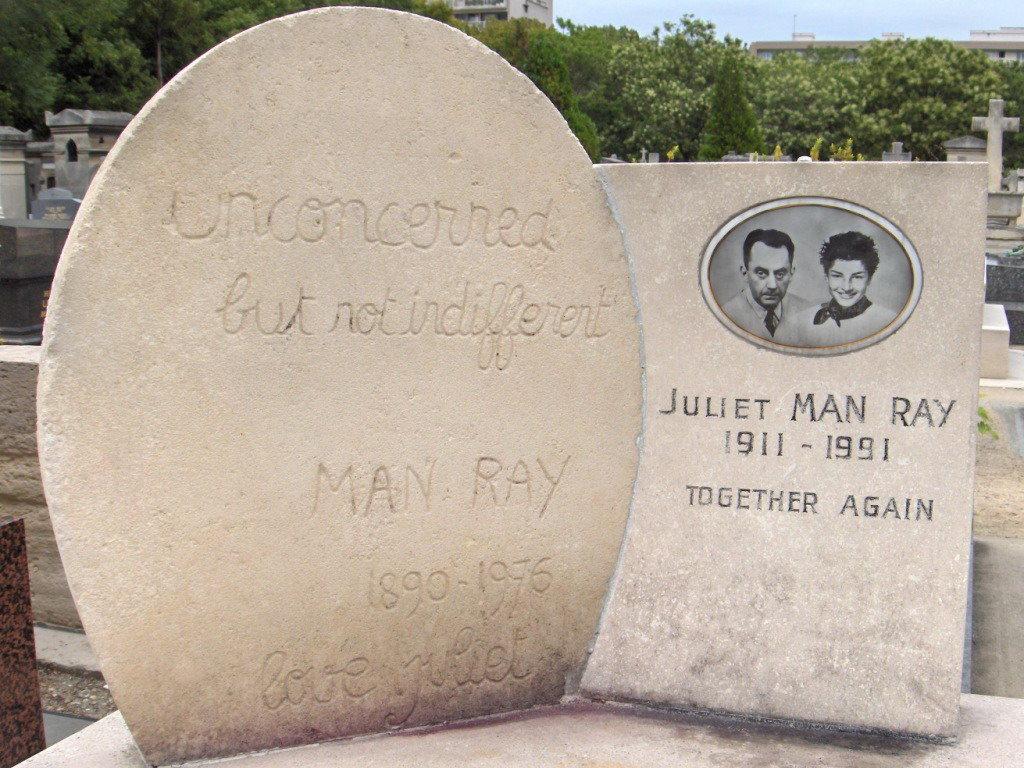
La tombe de Man Ray à Paris au cimetière du Montparnasse : « Unconcerned, but not indifferent ».

Entre le 18 et le 25 mars 2019, la tombe de Man Ray est profanée à cinq reprises . Le médaillon représentant le couple est brisé et la stèle de son épouse Juliet Man Ray née Browner (1911-1991) est détruite.

## Œuvres

### Objet
- Autoportrait, assemblage, 1916[27]
- Boardwalk, 1917[28]
- Cadeau, fer à repasser garni de clou sur la semelle, 1921[29]
- Objet indestructible, 1923[30],[31]
- The Fisherman's Idol , 1926, morceaux de liège récupérés sur la plage de Biarritz puis assemblés[32]
- Les Vingt jours et nuits de Juliette, 1952, paravent[33]
- Boule de neige[34]

### Photographie

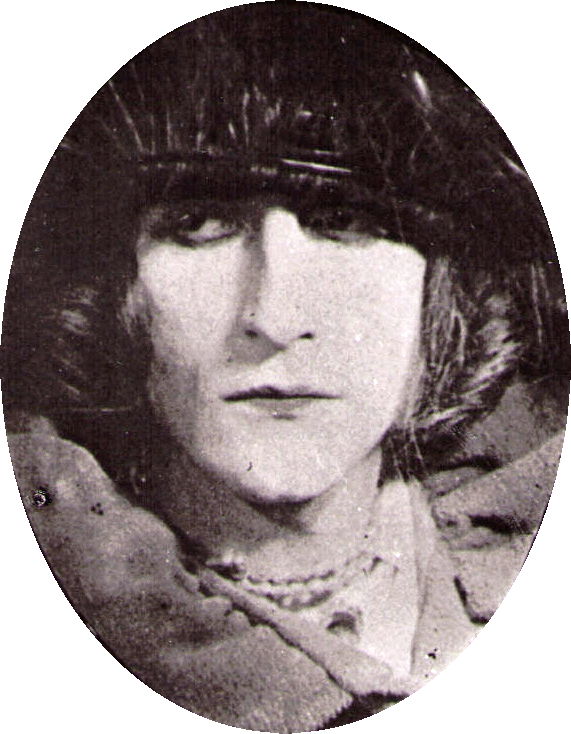
Marcel Duchamp en Rrose Sélavy (1921), photographie de Man Ray.

- De nombreux portraits dont Marcel Duchamp et Joseph Stella (1920)[35], Tristan Tzara (1921)[36], la marquise Casati (1922)[37], André Breton (1922)[38], Francis Picabia (vers 1923)[39], Jean Cocteau (1924)[40], Antonin Artaud (1926)[41], Kiki de Montparnasse (1926)[42], Louis Aragon (1929)[43], Karin van Leyden (1929)[44], Salvador Dalí (vers 1929)[45], Gala Dali (vers 1930)[46], Lee Miller (vers 1930)[47], René Crevel (vers 1930)[48], Juliet Man Ray (en) (1945)[49].
- L'Énigme d'Isidore Ducasse, 1920[50].
- Élevage de poussière, 1920, 11,3 × 14,6 cm, musée d'art de Toulon.
- Rayographie avec main, lentille et œuf, photogramme, 24 × 17,9 cm, reproduite dans Beaux Arts magazine no 347, mai 2013, p. 144.
- Marcel Proust sur son lit de mort, 1922[51].
- Le Violon d'Ingres, 1924, épreuve aux sels d'argent rehaussée à la mine de plomb et à l'encre de Chine et contrecollée sur papier[52]
- Noire et Blanche, 1926[53].
- African sculpture on lying woman, 1930. Il s'agit en réalité d'un portrait de Simone Breton de 1927[54].
- Échiquier surréaliste, 1934, photomontage de vingt portraits d'artistes surréalistes, alternés sur fonds blancs et fonds noir : De haut en bas, et de g. à dr.: Breton, Ernst, Dali, Arp, Tanguy, Char, Crevel, Eluard, De Chirico, Giacometti, Tzara, Picasso, Magritte, Brauner, Péret, Rosey, Miro, Messens, Hugnet, Man Ray. Publié dans Georges Hugnet, Petite anthologie poétique du surréalisme, Jeanne Bucher, 1934[55],[56].

### Film
- 1923 : Le Retour à la raison[57].
- 1926 : Emak-Bakia, cinépoème[58].
- 1928 : L'Étoile de mer.
- 1929 : Les Mystères du château de Dé[59].

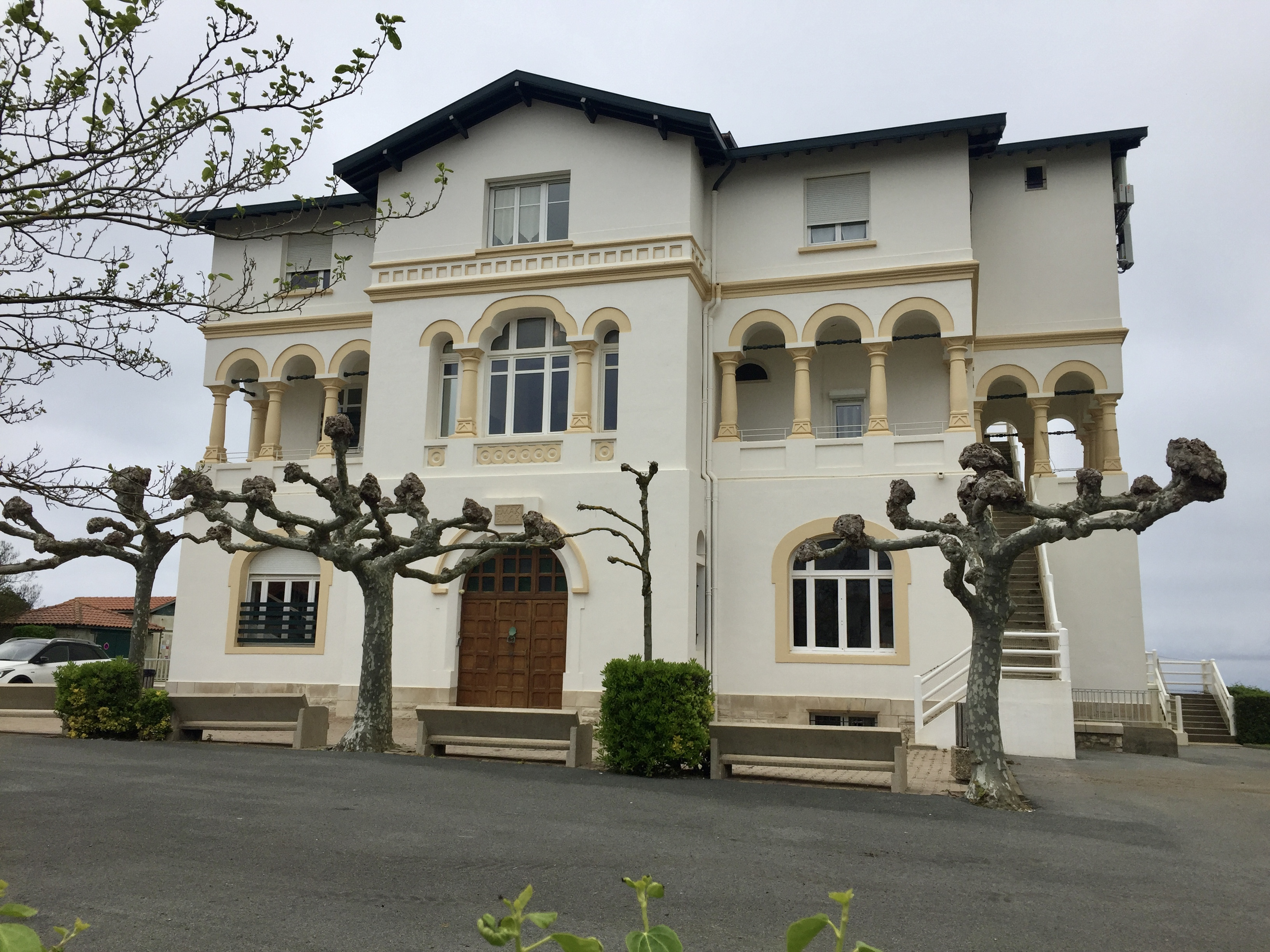
Villa Emak-Bakia, lieu de tournage du film.
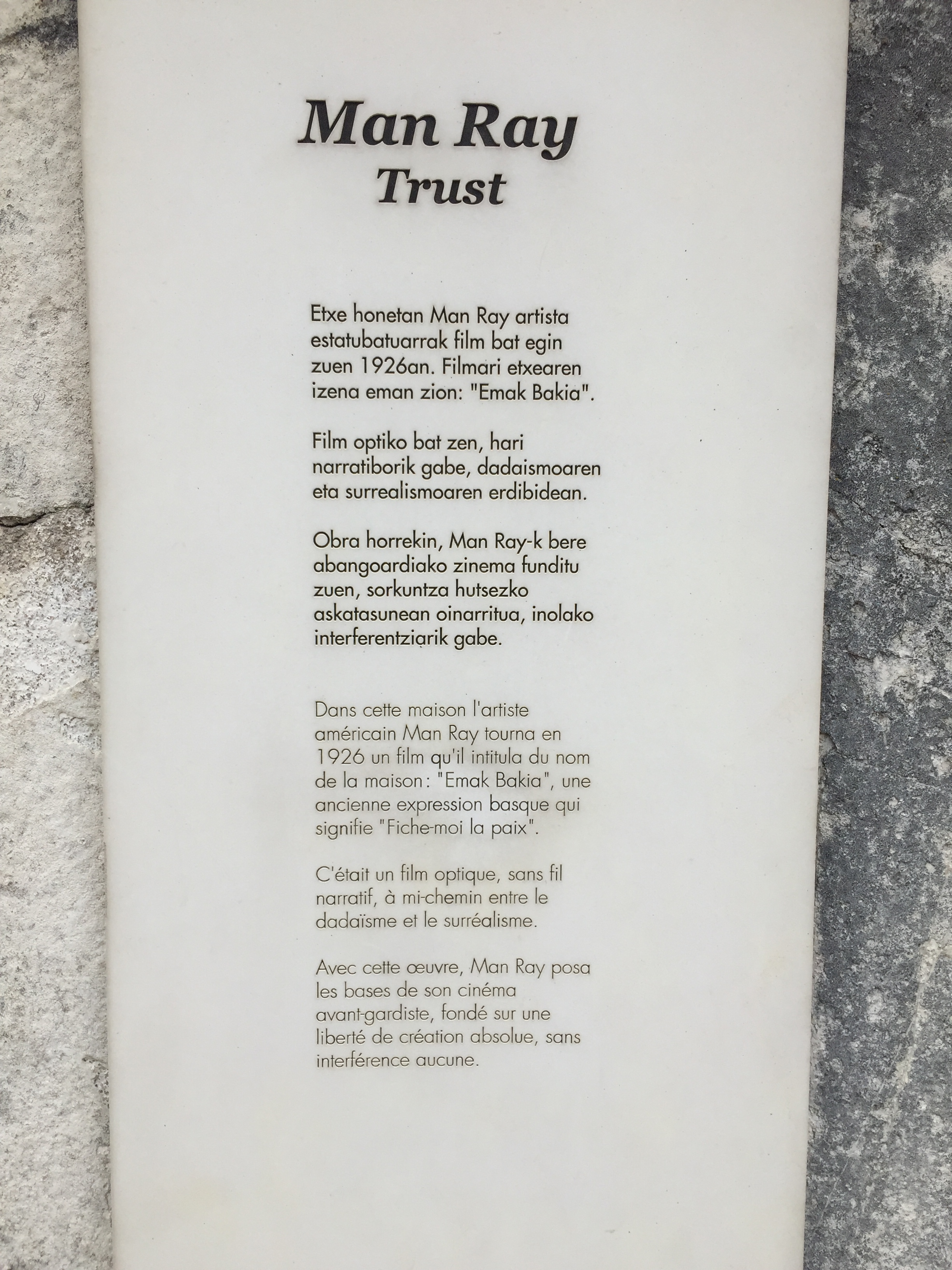
…Plaque apposée sur la villa.

### Peinture
- 1914 : The Lovers (Les Amants), huile sur toile, 24,7 × 35,2 cm[60].
- 1916 : Danseuse de corde s'accompagnant de son ombre[61].
- 1931: Autoportrait, photographie obtenue à partir d'une solarisation[62].
- 1938 : Le Rébus, huile sur toile, 55 × 46 cm, Paris, musée national d'Art moderne[63].
- 1939 : Le Beau Temps, huile sur toile, 210,2 × 200 cm[64][réf. nécessaire].
- 1952 : Rue Férou, Bielefeld, Kunsthalle.
- 1958 : Peinture naturelle[réf. nécessaire].

### Dessin
- Les Mains libres, dessins de Man Ray pour des poèmes de Paul Éluard, Jeanne Bucher, Paris, 1937.

### Ouvrages et monographies
- Revolving doors, Paris, Éditions Surréalistes, 1917.
- Les Champs délicieux, Paris, hors commerce, 1922.
- Man Ray photographs 1920-1934, James Thrall Soby.
- Facile, poèmes de Paul Eluard, une photographie de Man Ray en frontispice, Paris, Éditions Guy Lévis Mano, 1935.
- La Photographie n'est pas l'art : 12 photographies, Paris, Éditions Guy Lévis Mano, 1937, avec un avant-propos d'André Breton, Convulsionnaires[65].
- Alphabet for adults, Beverly Hills, California, Copley Galleries, 1948.
- Photographs-Portraits, Paris, Édition Prisma.
- Self Portrait, Londres, André Deutsch, 1963 ; Autoportrait, traduit de l'américain par Anne Guérin, Paris, Robert Laffont, 1964 ; réédité chez Seghers, 1986, disponible sur Internet Archive
- Man Ray, t. 78, Reporters sans frontières (RSF) / édition illustrée, coll. « 100 photos pour la liberté de la presse », 6 mars 2025, 144 p. (ISBN 978-2362201035)[66].

## Distinctions
- 1966 : prix culturel de la Société allemande de photographie.
- 1974 : médaille du progrès de la Royal Photographic Society[67].

## Expositions
- 22 mai - 13 juillet 1962 : Man Ray : exposition de l'oeuvre photographique, Bibliothèque nationale, Paris[68],[69].
- 7 janvier - 28 février 1972 : Man Ray, Musée national d'Art moderne, Centre Georges-Pompidou, Paris[70].
- 10 décembre 1981 - 12 avril 1982 : Man Ray photographe, Musée national d'Art moderne, Centre Georges-Pompidou, Paris[71],[72].
- 5 mars - 1er juin 2008 : Atelier Man Ray. Unconcerned but not indifferent, Pinacothèque de Paris[73].
- 8 octobre 2018 - 5 janvier 2019 : Man Ray, vues de l'esprit, Musée Toulouse-Lautrec et Médiathèque Pierre-Almaric, Albi.
- 8 novembre 2019 - 8 mars 2020 : Man Ray et la mode, Musée Cantini, Marseille[74].
- 1er juillet - 5 novembre 2023 : Man Ray maître des lumières, Palais Lumière, Evian-les-Bains.
- 7 juillet - 19 novembre 2023 : Man Ray, le beau temps, La Banque, musée des Cultures et du Paysage, Hyères[75].

## Hommages
- En 1990, Michel Berger lui a consacré une chanson intitulée Chanson pour Man Ray sur l'album Ça ne tient pas debout
- Le Man Ray (en), un restaurant-bar situé rue Marbeuf (8e arrondissement de Paris)

### Archives
- Fonds : Man Ray (1915-1976) [archives écrites].  Cote : MANR. Paris : Bibliothèque Kandinsky, Centre national d'art et de culture Georges-Pompidou (présentation en ligne).
- Fonds : Man Ray (1923-1999) [agendas et divers documents].  Cote : 2011.M.17. Los Angeles : Getty Research Institute, Getty Center (présentation en ligne).

### Filmographie
- François Lévy-Kuentz, Man Ray. 2 bis, rue Férou, 1989, 23 min, Éditions Dilecta. Film sur l'atelier de Man Ray peu avant sa destruction.
- Quentin Lazzarotto, Man Ray et les équations shakespeariennes, 2019, produit par l'institut Henri-Poincaré, moyen métrage documentaire. Voir le dossier de présentation sur l’IHP.
- Man Ray, dans Chambre noire, interview par Michel Tournier, 10 min 36, 1961.

#### Bases de données et dictionnaires
- (en) Site officiel
- Ressources relatives aux beaux-arts :   - AGORHA
  - Art Institute of Chicago
  - Art UK
  - Bénézit
  - Galerie berlinoise
  - Grove Art Online
  - Kunstindeks Danmark
  - Musée d'Art du comté de Los Angeles
  - Musée d'art Nelson-Atkins
  - Musée d'Orsay
  - Musée des beaux-arts du Canada
  - Musée national centre d'art Reina Sofía
  - Museum of Modern Art
  - MutualArt
  - National Gallery of Art
  - National Portrait Gallery
  - RKDartists
  - Smithsonian American Art Museum
  - Tate
  - Te Papa Tongarewa
  - Union List of Artist Names
- Ressources relatives à l'audiovisuel :   - AllMovie
  - Allociné
  - Filmportal
  - IMDb
  - Rotten Tomatoes
- Ressources relatives à la musique :   - Discogs
  - MusicBrainz
- Ressources relatives à la recherche :   - Dialnet
  - Isidore
- Ressource relative à la littérature :   - Internet Speculative Fiction Database
- Ressource relative à plusieurs domaines :   - Radio France
- Ressource relative à la mode :   - Fashion Model Directory
- Notices dans des dictionnaires ou encyclopédies généralistes :   - American National Biography
  - Britannica
  - Brockhaus
  - Den Store Danske Encyklopædi
  - Deutsche Biographie
  - Enciclopedia italiana
  - Enciclopedia De Agostini
  - Enciclopédia Itaú Cultural
  - Gran Enciclopèdia Catalana
  - Hrvatska Enciklopedija
  - Internetowa encyklopedia PWN
  - Nationalencyklopedin
  - Munzinger
  - Store norske leksikon
  - Treccani
  - Universalis
- Notices d'autorité :   - VIAF
  - ISNI
  - BnF (données)
  - IdRef
  - LCCN
  - GND
  - Italie
  - Japon
  - CiNii
  - Espagne
  - Belgique
  - Pays-Bas
  - Pologne
  - Israël
  - NUKAT
  - Catalogne
  - Suède
  - Vatican
  - WorldCat